# Delfi-C3
Delfi-C3はオランダのデルフト工科大学の学生が作製したCubeSat。
CubeSat-3U型で、NLS-4ミッションの一環として2008年4月28日にインドのPSLVロケットにより打ち上げられた。Delfi-C3の打上げはAntrix社とUTIASを介してインド宇宙研究機関と契約された。
衛星の主なミッションは技術実証と開発である。新型の太陽電池、TNOの太陽センサ、高効率トランシーバーを搭載していた。
またDelfi-C3にはバッテリーが搭載されておらず、能動的な姿勢制御も行っていない。
なお、この衛星はANS、IRAS、SLOSHSATに次ぐ、オランダ4機目の人工衛星であり、オランダ初の大学による衛星である。